# Stigmella rubeta
Stigmella rubeta là một loài bướm đêm thuộc họ Nepticulidae. It is found rừng nhiệt đới của sườn phía tây dãy Andes ở Ecuador.
Sải cánh dài khoảng 4.5 mm. Con trưởng thành bay từ tháng 2 đến đầu tháng 3.
Ấu trùng ăn Rubus. The mine the leaves of their host plant.